# Roberto Bermúdez de Castro Mur
Roberto Bermúdez de Castro Mur (Huesca, 25 de enero de 1971) es un político español del Partido Popular. De 2016 a junio de 2018 fue Secretario de Estado para las Administraciones Territoriales en el Ministerio de Presidencia.

## Biografía
Se diplomó en Ciencias Empresariales por la Universidad Abierta de Cataluña y se licenció en Administración y Dirección de Empresas por la misma universidad.

## Trayectoria política
Ha sido consejero de Presidencia, Justicia y Portavoz del Gobierno de Aragón (2011-2015), portavoz del Grupo Popular Cortes de Aragón (2015-2016), senador (2008-2011), diputado provincial, concejal y presidente la Comarca de la Hoya de Huesca. Fue el candidato por el PP a la alcaldía de la capital oscense en las municipales de 2003 y 2007.
En 2016 fue nombrado secretario de Estado para las Administraciones Territoriales.
Tras la aprobación de la aplicación del artículo 155 de la Constitución Española con el fin de revertir y paralizar el proceso separatista catalán, Presidencia del Gobierno le delegó la aplicación de dicho artículo. El 30 de octubre de 2017, Bermúdez de Castro desembarcó en Barcelona para supervisar el traspaso competencial.
En junio de 2018 con el cambio de gobierno en España liderado por Pedro Sánchez fue sustituido por Ignacio Sánchez Amor.